# Suzuki Hustler
El Suzuki Hustler (スズキ・ハスラー, Suzuki Hasuraa) és un kei car de la marca japonesa Suzuki. El Hustler ha vingut sent produït des de 2014 i actualment i des de 2020 es troba a la seua segona generació. Aquest model només es produeix per al mercat domèstic japonés. El Hustler també és comercialitzat per la marca Mazda amb el nom de Mazda Flair Crossover. El Suzuki Hustler s'ofereix amb motorització de gasolina o híbrida gasolina-elèctric.

## Primera generació (2014-2019)

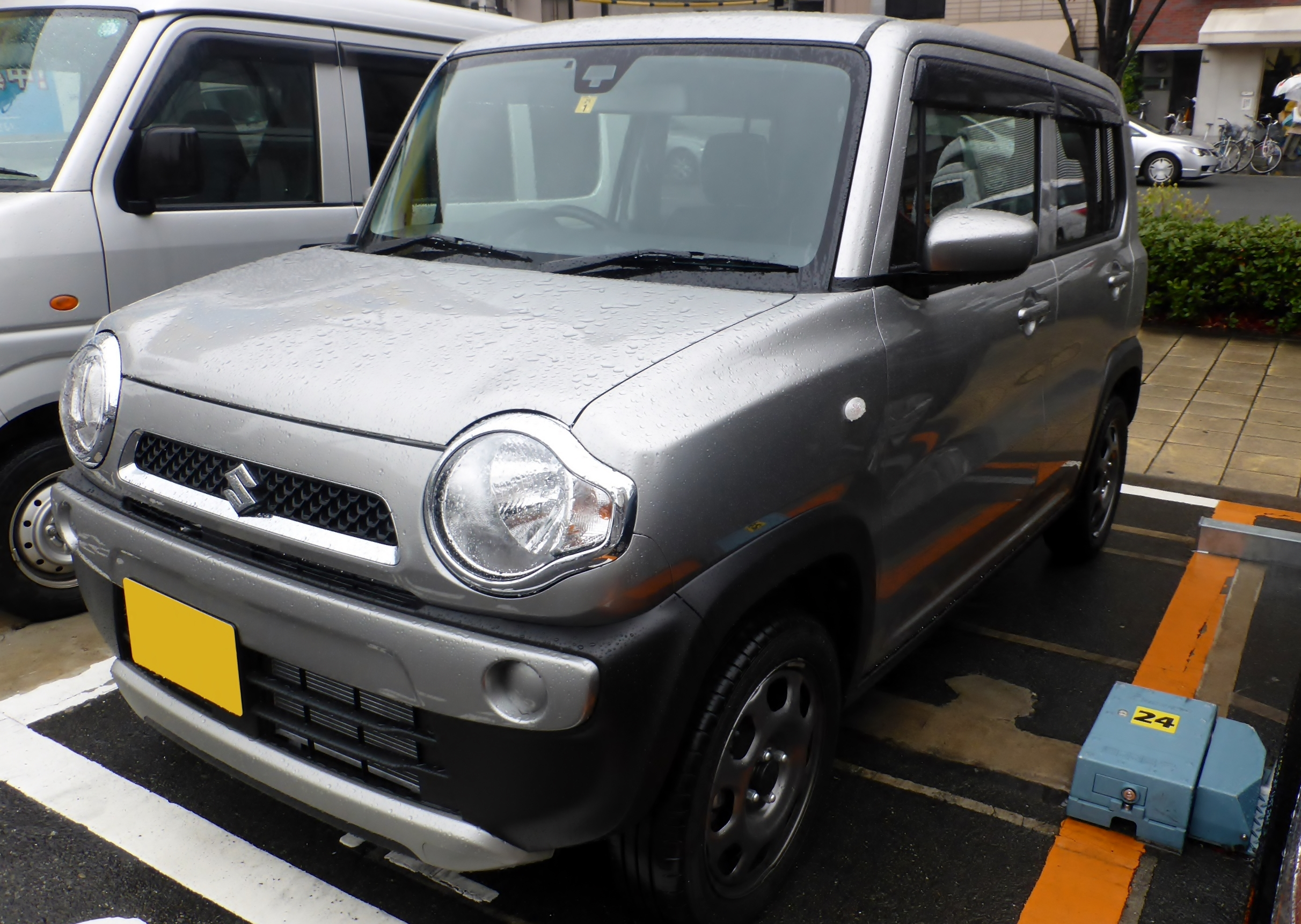
Hustler G (2014)

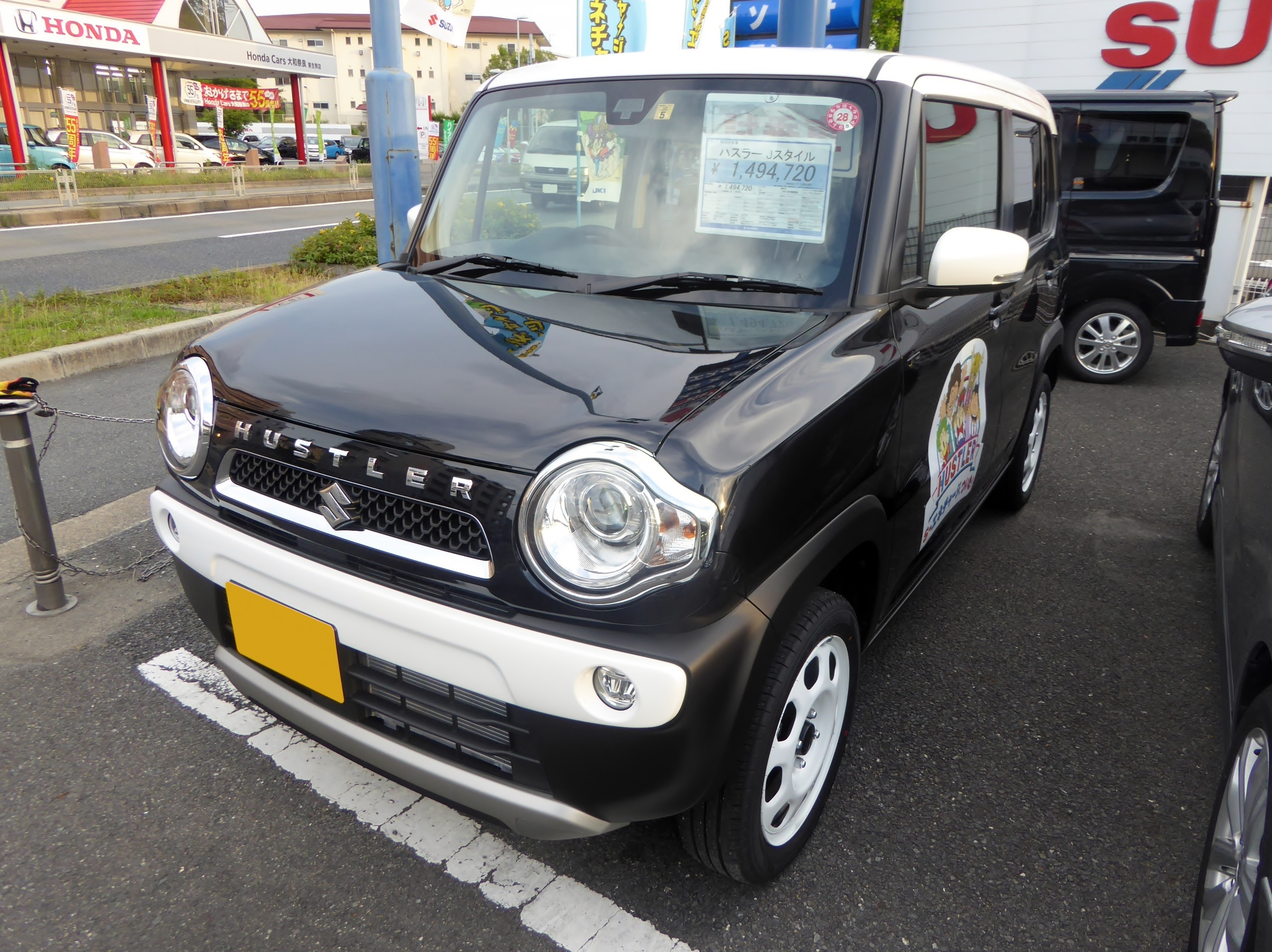
Hustler J-STYLE I (2015)

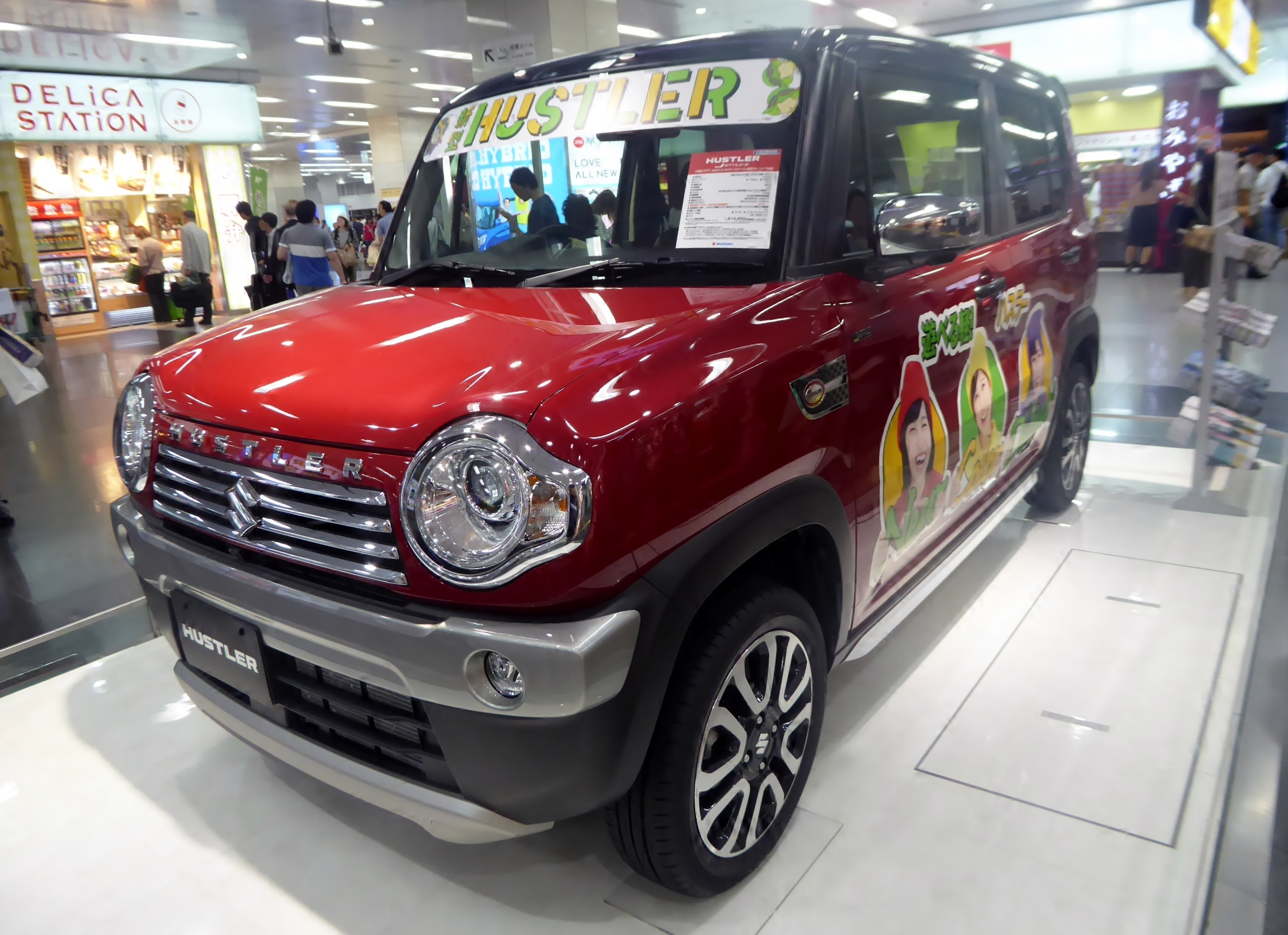
Hustler J-STYLE II 4WD (2016)

La primera generació del Hustler es va començar a comercialitzar el gener de 2014 alhora que el seu homòleg Mazda Flair Crossover. Tot i això, el Hustler ja havia estat presentat al públic al saló de l'automòbil de Tòquio de 2013. El model estava propulsat per un motor de 660 cc tant atmosfèric com amb turbocompressor conforme a les lleis japoneses de kei cars i comptava amb una caixa de transmissió manual de cinc velocitats i una altra CVT. El model també oferia tracció al davant o tracció a les quatre rodes i declarava un consum de 3,4 l/100 km, segons la medició japonesa.
Al 2015 es va presentar una versió amb diferents detalls a l'interior i exterior anomenada J-STYLE. Al següent any, el 2016, es presenta una nova versió del J-STYLE anomenada J-STYLE II. El 27 de desembre de 2019 finalitza la comercialització de la primera generació del Suzuki Hustler.

## Segona generació (2020-present)

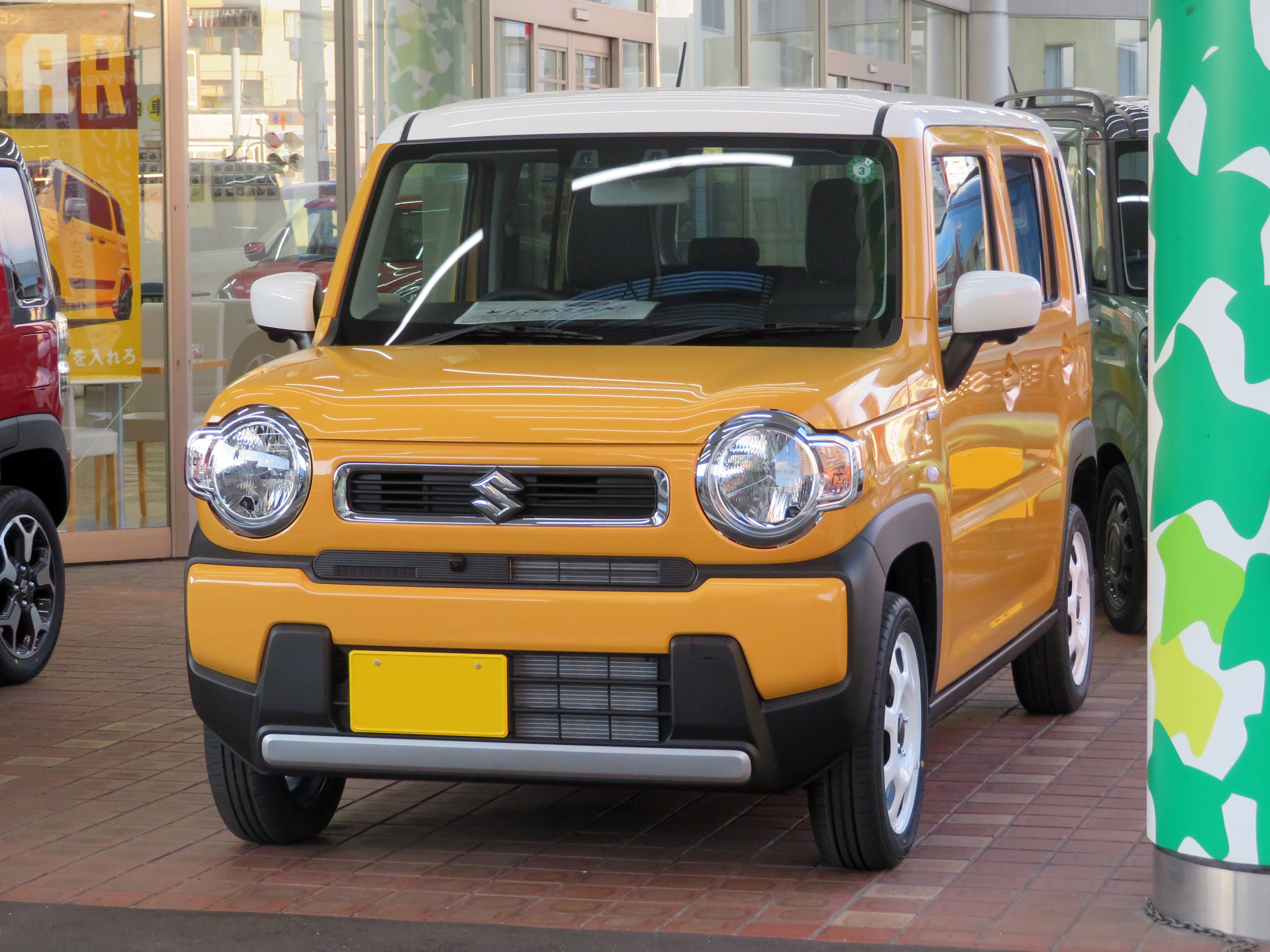
Hustler II Hybrid G (2020)

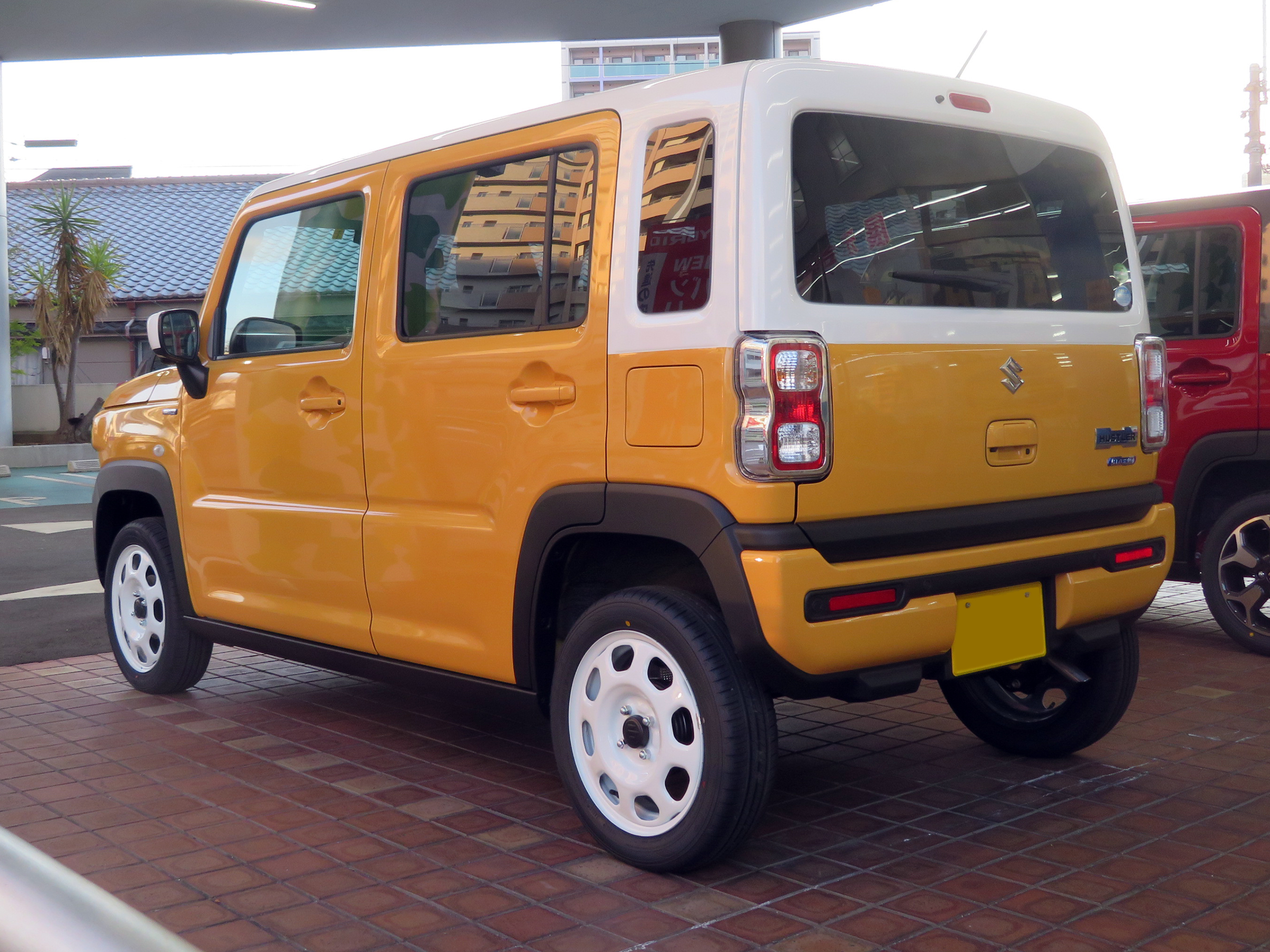
Hustler II Hybrid G (2020)

La segona generació del Hustler es va presentar al saló de l'automòbil de Tòquio d'octubre de 2019. El model comença a comercialitzar-se el 20 de gener de 2020. La motorització d'aquesta segona generació és la mateixa que la primera, tot i que la caixa de transmissió manual s'ha deixat d'oferir i ara només està disponible una caixa CVT. El Mazda Flair Crossover, model bessó del Hustler es va començar a comercialitzar el 27 de febrer de 2020.